# LIVE BEST SELECTION 2012-2020 太陽が笑ってる
『LIVE BEST SELECTION 2012-2020 太陽が笑ってる』（ライヴ・ベスト・セレクション 2012-2020 たいようがわらってる）は、岩崎宏美の14枚目のライヴ・アルバム。2020年12月2日発売。発売元はインペリアルレコード。 

## 解説
- 2012年から2020年までに行われたコンサート・ツアーのライヴ音源から選ばれた28曲に、新曲「太陽が笑ってる（スタジオ録音）」を加えた全29曲を収録。

## 収録曲

### ディスク1
1. ロマンス
2012年「Dear Friends Special with strings」
2. すみれ色の涙
2015年「40周年感謝祭 光の軌跡」
3. 思秋期
2019年「PRESENT for you * for me」
4. 美女と野獣
2019年「PRESENT for you * for me」
5. シアワセノカケラ
2019年「PRESENT for you * for me」
6. いのちの理由
2019年「PRESENT for you * for me」
7. 残したい花について
2019年「PRESENT for you * for me」
8. 家路
2018年「Hello! Hello!」
9. シアワセ色
2018年「Hello! Hello!」
10. ヒットメドレー
（未来〜ロマンス〜センチメンタル〜好きにならずにいられない〜シンデレラ・ハネムーン〜私たち）
2019年「PRESENT for you * for me」
11. 月見草
2015年「40周年感謝祭 光の軌跡」
12. Thank You!
2018年「Hello! Hello!」
13. 聖母たちのララバイ
2019年「PRESENT for you * for me」
14. 栞
2018年「Hello! Hello!」

### ディスク2
1. ロマンス
2016年「Piano Songs Special」
2. シンデレラ・ハネムーン
2016年「Piano Songs Special」
3. すみれ色の涙
2016年「Piano Songs Special」
4. 時の過ぎゆくままに
2016年「Piano Songs Special」
5. 大切な人
2016年「Piano Songs Special」
6. ぼくのベストフレンドへ
2016年「Piano Songs Special」
7. 聖母たちのララバイ
2016年「Piano Songs Special」
8. あかぺら
2019年「PRESENT for you * for me」
9. つめたい火傷
2019年「PRESENT for you * for me」
10. 真夏のサクラ
2019年「PRESENT for you * for me」
11. 10年目のLove Letter
2019年「PRESENT for you * for me」
12. 絆
2019年「PRESENT for you * for me」
13. 五線紙の上
2019年「PRESENT for you * for me」
14. 奇跡〜大きな愛のように〜
2020年・COTTON CLUB
15. 太陽が笑ってる
スタジオ録音